# Vitznyssus
Vitznyssus (лат.) — род клещей из семейства Rhinonyssidae.
Клещи с продолговатой формы тела и размеры (850—950). На дорсальной стороне идисомы только подосомальный щит. Опистосомальный и пигидиальные щиты отсутствуют. Стигмы с продолговатыми перитремами, расположены дорсолатерально. Мезосомальные и постстигмальные щитки отсутствуют. Гнатосома расположена терминально. Тритостернум имеется. Дейтостернальные зубчики имеются. Стернальный щиток отсутствует. Генитальный щиток узкий и длинный. Анальный щиток с анусом и крибрумом, расположены вентрально. Выпуклости и шипы на коксах отсутствуют. 
Паразитируют на птицах отрядов козодоеобразных (Caprimulgiformes) и журавлеобразных (Gruiformes). 
В составе род Vitznyssus насчитывается 7 видов (Бутенко, 1984): 
- Vitznyssus caprimulgi (Fain, 1957)
- Vitznyssus scotornis (Fain, 1956)
- Vitznyssus vitzthumi (Fain, 1957)
- Vitznyssus afrotis (Fain, 1966)
- Vitznyssus neotis (Fain, 1957)
- Vitznyssus tetragis (Butenko, 1984)
- Vitznyssus tsachevi Dimov & Rojas, 2012[1]